# Старомарьевская волость
Старомарьевская волость — административно-территориальная единица, входившая в Ставропольский уезд Ставропольской губернии. 
Административный центр - село Старомарьевское.

## История
На 1898 год входила в первый стан Ставропольского уезда.
В 1904 году входила в 1-й стан Ставропольского уезда, в 1905 - во 2-й.